# You Can't Keep a Good Band Down
You Can't Keep a Good Band Down is het derde studioalbum van de Zweedse punkband Randy. Het album werd voor het eerst uitgegeven door het Zweedse platenlabel Ampersand Records op 21 augustus 1998 in Japan. In 1999 werd het album door andere labels (behalve in Zweden, waar het ook door Ampersand Records werd uitgegeven) ook in Europa en Noord-Amerika uitgebracht.
In 2001 werd het album heruitgegeven door het Canadese label G7 Welcoming Committee Records met de bonustrack "Out of Nothing Comes Nothing". In 2002 werd het nogmaals heruitgegeven door het Zweedse label Burning Heart Records met naast de al eerder uitgegeven bonustrack een nieuw nummer, namelijk "Fucked Up World". Deze twee nummers waren al eerder te horen op de in 1998 uitgebrachte single "Out of Nothing Comes Nothing" (Ampersand Records) samen met het nummer "Holy Shit". In 1999 werd de tweede single van het album uitgebracht, getiteld "Little Tolouse" (op het album is dit nummer getiteld "Little Toulouse"). Deze single werd uitgebracht via het label Locomotive Music in Zweden, dat ook in 1999 het album zelf in Spanje heeft laten uitgeven.
Het is het eerste studioalbum van de band waar oorspronkelijk basgitarist Patrick Trydvall niet aan heeft meegewerkt. Trydvall verliet de band in 1997 en werd vervangen door Johan Gustavsson. Na zijn vertrek veranderde de stijl van de band van skatepunk naar poppunk.

## Nummers
1. "Holy Shit" - 0:55
2. "Little Toulouse" - 3:10
3. "The Exorcist" - 2:25
4. "Me and the Boys" - 3:15
5. "Epidemic Ignorance" - 3:18
6. "Superstar" - 2:18
7. "Step Out Side" - 1:45
8. "Randy I Don't Need You" - 3:24
9. "They Fear Us" - 2:40
10. "You Are What You Fight For" - 2:45
11. "Powergame" - 2:32
12. "Now and Forever" - 2:50
13. "Working Class Radio" - 3:27

Bonustracks
1. "Out of Nothing Comes Nothing" - 3:39
2. "Fucked Up World" - 1:38

## Muzikanten
Band
- Fredrik Granberg - drums
- Johan Brännström - gitaar, achtergrondzang
- Johan Gustavsson - basgitaar
- Stefan Granberg - gitaar, zang

Aanvullende muzikanten
- Jejo Perković - drums (track 8)
- Per Nordmark - maracas